# Hwang Dong-hyuk
Đây là một tên người Triều Tiên, họ là Hwang.
Hwang Dong-hyuk (tiếng Hàn: 황동혁, Hanja: 黃東赫; sinh ngày 26 tháng 5 năm 1971) là một đạo diễn, nhà sản xuất và biên kịch phim người Hàn Quốc. Ông được biết đến với vai trò đạo diễn bộ phim truyền hình tội phạm Sự im lặng năm 2011 và phim truyền hình sinh tồn năm 2021 Trò chơi con mực của Netflix. Time vinh danh ông là một trong 100 người có ảnh hưởng nhất thế giới năm 2022.
Nhờ thành công vang dội của Trò chơi con mực, Netflix đã đưa các tác phẩm trước đó của Hwang Dong-hyuk, bao gồm Sự im lặng, Ngoại già tuổi đôi mươi và Nam Hán Sơn Thành, lên hệ thống tại Hoa Kỳ và nhiều quốc gia khác. Năm 2022, Hwang Dong-hyuk giành giải Emmy ở hạng mục "Đạo diễn xuất sắc cho Phim truyền hình dài tập" với tập phim "Đèn đỏ, Đèn xanh" của Squid Game. Đây là lần đầu tiên một người Hàn Quốc nhận được giải thưởng danh giá này. Ngoài ra, Hwang còn được Tổng thống Hàn Quốc Yoon Suk-yeol trao tặng Huân chương Văn hóa Geumgwan, phần thưởng cao quý nhất dành cho những cá nhân có đóng góp xuất sắc trong lĩnh vực văn hóa và nghệ thuật.

## Sự nghiệp

### Giai đoạn 2000–2010: Phim ngắn vàMy Father
Sau khi tốt nghiệp Đại học Quốc gia Seoul với bằng Cử nhân Truyền thông, anh đã viết và đạo diễn nhiều phim ngắn, trong đó nổi bật là Our Sad Life và A Puff of Smoke. Anh sau đó chuyển đến Los Angeles để theo học chương trình Thạc sĩ Nghệ thuật (MFA) về Sản xuất phim tại Đại học Nam California. Trong thời gian này, anh tiếp tục sáng tác và hoàn thành hai phim ngắn Heaven & Hell và Desperation (2000).
Phim luận văn tốt nghiệp của anh, Miracle Mile (2004), kể câu chuyện về một tài xế taxi bất hợp pháp người Mỹ gốc Hàn (do Karl Yune thủ vai) giúp một phụ nữ trẻ người Hàn Quốc (Hana Kim thủ vai) tìm kiếm anh trai của cô – người đã được nhận nuôi tại Mỹ 20 năm trước. Miracle Mile được trình chiếu tại hơn 40 liên hoan phim quốc tế và giành nhiều giải thưởng, bao gồm Giải thưởng Phim sinh viên của Hiệp hội Đạo diễn Hoa Kỳ (DGA) và Giải thưởng Emmy dành cho sinh viên.
Trong bộ phim đầu tay của mình, My Father (2007), Hwang tiếp tục khai thác chủ đề nhận con nuôi. Bộ phim dựa trên câu chuyện có thật về Aaron Bates, một người Mỹ gốc Hàn được nhận nuôi. Nội dung phim xoay quanh một người lính Lục quân Hoa Kỳ đóng quân tại Hàn Quốc (do Daniel Henney thủ vai), người xuất hiện trên truyền hình quốc gia để tìm kiếm cha mẹ ruột của mình. Anh phát hiện ra cha mình đang chịu án tù vì tội giết người. Vai người cha được đảm nhận bởi Kim Yeong-cheol. Quyết định chọn Henney, mặc dù anh thường được biết đến với vẻ ngoài điển trai, đã nhận được nhiều lời khen ngợi. Cả Henney và Kim đều được đánh giá cao về diễn xuất, trong khi Hwang được ca ngợi vì cách xử lý tinh tế các chủ đề như sự tha thứ, chấp nhận, bản sắc văn hóa và án tử hình.

### Giai đoạn 2011–2020: Thành công về mặt thương mại vớiSự im lặng, Ngoại già tuổi đôi mươi và Nam Hán Sơn Thành
Bộ phim thứ hai của Hwang, Sự im lặng, trở thành một trong những tác phẩm nổi bật nhất của điện ảnh Hàn Quốc năm 2011. Dựa trên tiểu thuyết cùng tên của Gong Ji-young, bộ phim có sự tham gia của Gong Yoo và Jung Yu-mi, mô tả các sự kiện có thật tại Trường dành cho người khiếm thính Gwangju Inhwa, nơi học sinh bị lạm dụng tình dục và đối xử tàn nhẫn bởi giáo viên và quản lý.
Hwang Dong-hyuk từng cân nhắc trong khoảng một tháng trước khi quyết định thực hiện bộ phim, với lý do: "Nó phải được kể lại." Hwang cho biết, "Tôi đã nghĩ về hai điều khi làm bộ phim này. Đầu tiên, tôi muốn cho thế giới biết về vụ việc kinh hoàng này. Thứ hai, tôi muốn vạch trần những vấn đề về cấu trúc của xã hội như được tiết lộ trong quá trình vụ án bị chôn vùi. Các vấn đề được mô tả trong phim – bạo lực tình dục đối với trẻ em, mối quan hệ tham nhũng giữa cảnh sát và các gia đình có thế lực, sự tắc trách của công chức, không phải là hư cấu, nhưng có thể thấy thường xuyên trên các bản tin hàng ngày."
Bộ phim không chỉ đạt thành công thương mại với 4,7 triệu lượt xem mà còn gây ra sự phẫn nộ trong công chúng, dẫn đến việc vụ án được mở lại và Quốc hội Hàn Quốc thông qua "Dự luật Dogani," bãi bỏ thời hạn truy tố đối với tội phạm tình dục đối với trẻ vị thành niên và người khuyết tật. Hwang nhận định: "Một bộ phim không thể thay đổi xã hội ngay lập tức, nhưng tác động từ Sự im lặng đã cho thấy sức mạnh của điện ảnh trong việc tạo ra tác động tích cực đến xã hội."
Khác biệt hoàn toàn so với những tác phẩm trước, bộ phim thứ ba của Hwang, Ngoại già tuổi đôi mươi, là một câu chuyện hài hước, nhẹ nhàng. Bộ phim kể về một người phụ nữ 74 tuổi (do Na Moon-hee và Shim Eun-kyung thủ vai) bất ngờ lấy lại ngoại hình tuổi 20.
Hwang chia sẻ tại buổi họp báo rằng: "Với My Father và Sự im lặng, tôi thường làm những bộ phim có chủ đề xã hội đen tối. Nhưng lần này, tôi muốn thực hiện một bộ phim vui vẻ và nhẹ nhàng." Nhờ vào hiệu ứng truyền miệng tích cực, Ngoại già tuổi đôi mươi đã thu hút hơn 8,65 triệu lượt xem, trở thành một trong những bộ phim thành công nhất tại phòng vé Hàn Quốc.
Dựa trên tiểu thuyết Namhansanseong của Kim Hoon, Nam Hán Sơn Thành là một bộ phim cổ trang lấy bối cảnh cuộc xâm lược Triều Tiên lần thứ hai của nhà Thanh. Phim có sự tham gia của Lee Byung-hun và Kim Yoon-seok, kể về những mâu thuẫn giữa các cố vấn của Vua Injo trong thời khắc khốc liệt của lịch sử.
Nam Hán Sơn Thành nhận được sự đánh giá cao cả về mặt nghệ thuật lẫn thương mại, với 3,8 triệu vé được bán ra tại Hàn Quốc và được phân phối đến 28 quốc gia. Bộ phim cũng giành nhiều giải thưởng danh giá trên khắp châu Á, khẳng định vị thế của Hwang Dong-hyuk trong ngành điện ảnh quốc tế.

### Giai đoạn 2021–nay: Sự ca ngợi quốc tế vớiTrò chơi con mực
Vào khoảng năm 2008, Hwang Dong-hyuk đã gặp nhiều khó khăn trong việc tìm kiếm nguồn đầu tư cho một kịch bản phim mới mà anh viết. Do đó, anh cùng mẹ và bà của mình đã phải vay tiền để trang trải cuộc sống trong bối cảnh khủng hoảng nợ công tại Hàn Quốc. Trong thời gian này, Hwang thường đến manhwabang (quán cà phê truyện tranh Hàn Quốc) để đọc các bộ truyện tranh sinh tồn của Nhật Bản như Battle Royale, Liar Game và Gambling Apocalypse: Kaiji. Anh so sánh hoàn cảnh của các nhân vật trong những câu chuyện này với chính tình cảnh của mình và bắt đầu suy nghĩ về ý tưởng tham gia một trò chơi sinh tồn để kiếm tiền thoát khỏi nợ nần. Ý tưởng này đã trở thành cơ sở để anh viết kịch bản cho một bộ phim về trò chơi sinh tồn trong suốt năm 2009.
Hwang chia sẻ rằng anh muốn viết một câu chuyện mang tính ẩn dụ về xã hội tư bản hiện đại, mô tả sự cạnh tranh khốc liệt trong đời sống hàng ngày thông qua những nhân vật mà ai cũng có thể gặp ngoài đời thực. Tuy nhiên, anh lo lắng rằng cốt truyện của mình "quá khó hiểu và kỳ lạ" vào thời điểm đó. Hwang cố gắng giới thiệu kịch bản này đến nhiều nhà sản xuất và diễn viên Hàn Quốc, nhưng đều bị từ chối vì nội dung bị cho là quá phi thực tế. Cuối cùng, Hwang quyết định gác lại kịch bản và tập trung vào các dự án khác. Trong giai đoạn này, anh đã hoàn thành ba bộ phim, bao gồm Sự im lặng (2011) và Nam Hán Sơn Thành (2017).
Vào những năm 2010, Netflix chứng kiến sự tăng trưởng mạnh mẽ ở thị trường quốc tế và bắt đầu đầu tư vào các sản phẩm tại các khu vực khác ngoài Bắc Mỹ, bao gồm cả Hàn Quốc.  Năm 2018, Ted Sarandos, đồng giám đốc điều hành Netflix, bày tỏ mong muốn tìm kiếm các tác phẩm thành công từ bên ngoài Hollywood.  Netflix sau đó mở một văn phòng tại châu Á, và Hwang đã mang kịch bản của mình đến giới thiệu. Kim Min-young, giám đốc nội dung của Netflix tại khu vực châu Á, nhận ra tài năng của Hwang qua các tác phẩm trước đó và thấy rằng Trò chơi con mực chính là dự án mà họ cần. Kim cho biết Netflix đang tìm kiếm những chương trình khác biệt với các sản phẩm truyền thống, và Trò chơi con mực hoàn toàn phù hợp với tiêu chí này.
Tháng 9 năm 2019, Netflix chính thức công bố sẽ sản xuất Trò chơi con mực dưới dạng một loạt phim gốc. Bela Bajaria, người đứng đầu bộ phận truyền hình toàn cầu của Netflix, cho rằng dự án sẽ thành công tại Hàn Quốc nhờ sự dẫn dắt của một đạo diễn tài năng và tầm nhìn táo bạo. Đồng thời, các bộ phim Hàn Quốc cũng đang lan tỏa mạnh mẽ khắp châu Á. Hwang chia sẻ rằng anh quay lại dự án vì nhận thấy thế giới đã thay đổi trong vòng 10 năm qua, và những câu chuyện sinh tồn như Trò chơi con mực đã trở nên hấp dẫn và thực tế hơn.  Anh cũng cho rằng đại dịch COVID-19 đã làm gia tăng khoảng cách kinh tế giữa các tầng lớp, khiến câu chuyện trở nên gần gũi và phù hợp hơn với khán giả.

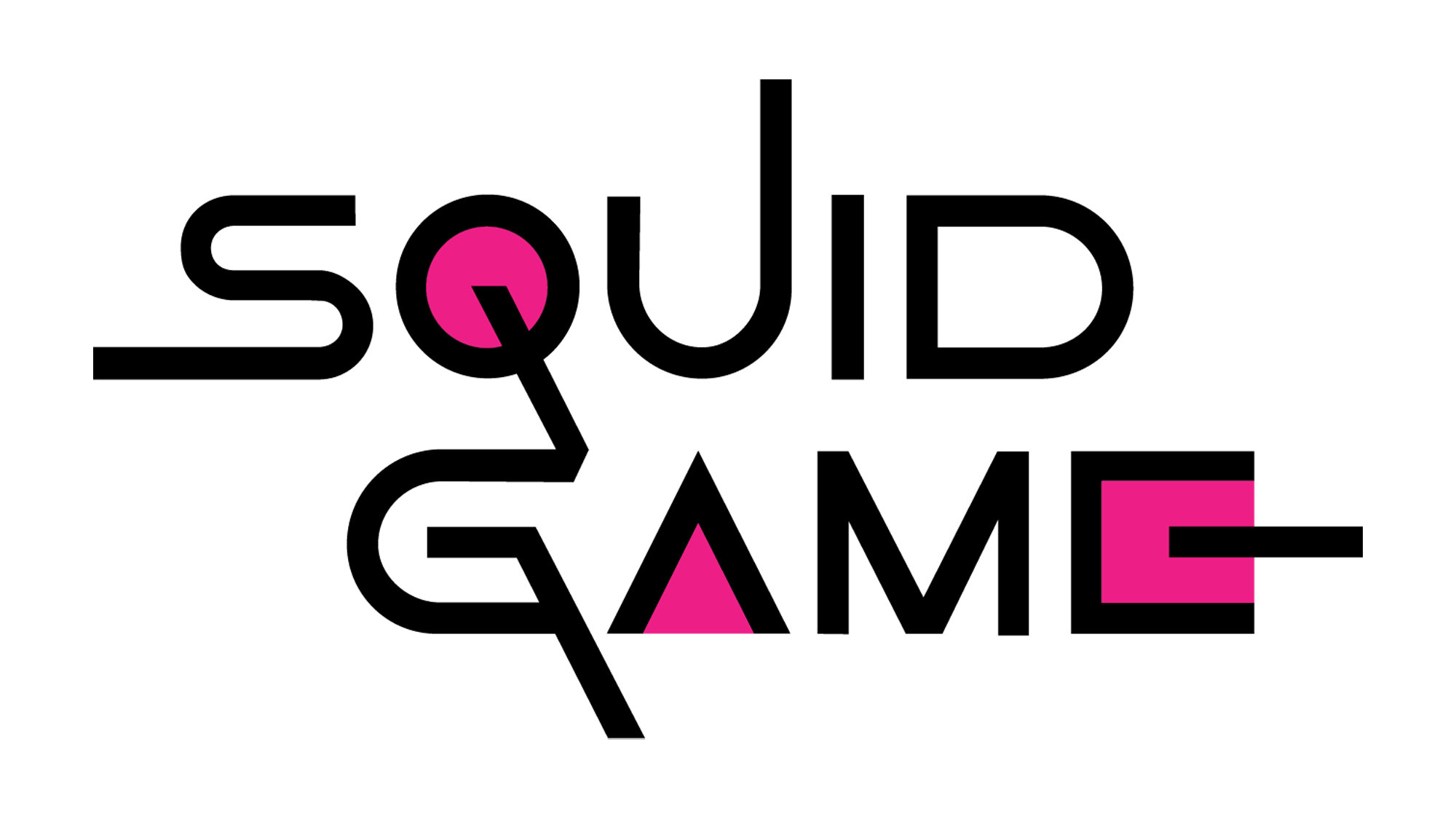
Logo của Trò chơi con mực

Với đơn đặt hàng từ Netflix, ý tưởng ban đầu cho Trò chơi con mực đã được mở rộng thành một loạt phim dài chín tập. Đạo diễn Hwang Dong-hyuk cho biết kịch bản có nhiều nội dung vượt xa định dạng 120 phút của một bộ phim, điều này đã thúc đẩy đội ngũ sáng tạo chuyển thể thành loạt phim. Hwang chia sẻ rằng việc mở rộng này giúp ông tập trung khai thác mối quan hệ giữa các nhân vật và những câu chuyện riêng của mỗi người.
Ban đầu, Netflix dự định đặt tên loạt phim là Round Six thay vì Trò chơi con mực, với lý do tựa đề này dễ hiểu và mô tả rõ bản chất cuộc thi hơn đối với khán giả toàn cầu. Theo Kim Min-young, Phó chủ tịch nội dung Netflix khu vực châu Á, cái tên Trò chơi con mực tuy quen thuộc với khán giả Hàn Quốc nhưng khó gây ấn tượng ở các thị trường khác. Tuy nhiên, đạo diễn Hwang đã thuyết phục Netflix giữ lại tên Squid Game vì tính bí ẩn và hình ảnh độc đáo của nó, điều này giúp thu hút sự tò mò của khán giả.
Trong giai đoạn biên kịch, Hwang ban đầu viết loạt phim thành tám tập, nhưng nội dung tập cuối dài hơn dự kiến, dẫn đến việc chia thành hai tập, nâng tổng số tập lên chín.
Do áp lực từ việc viết và sản xuất toàn bộ phần đầu tiên một mình, Hwang không có kế hoạch ngay lập tức cho phần hai và cho biết nếu có tiếp tục, ông sẽ cần một đội ngũ biên kịch và đạo diễn hỗ trợ. Tuy nhiên, trước sự thành công lớn của bộ phim, Hwang đã cân nhắc việc phát triển phần tiếp theo. Năm 2021, anh cho biết phần hai có thể tập trung vào câu chuyện của Front Man và các vấn đề liên quan đến cảnh sát, đồng thời khám phá mối quan hệ giữa Front Man và người em trai, cảnh sát Hwang Jun-ho. Ông cũng bày tỏ ý muốn mở rộng nội dung về nhân vật nhân viên bán hàng, do Gong Yoo thủ vai.
Về các trò chơi trong phần hai, Hwang cho biết chúng vẫn là những trò chơi trẻ em quen thuộc với người Hàn Quốc nhưng cũng được chọn lọc để khán giả quốc tế dễ dàng nhận ra. Phần hai của Trò chơi con mực được phát hành ngày 26 tháng 12 năm 2024, với phần ba và cũng là phần cuối cùng dự kiến ra mắt vào năm 2025.
Ngoài Trò chơi con mực, Hwang còn hợp tác với Netflix để sản xuất một bộ phim tài liệu giả có tựa đề The Best Show on the Planet, lấy cảm hứng từ thành công của bộ phim. Ông cho biết tác phẩm này dựa trên những trải nghiệm cá nhân khi trở thành tâm điểm chú ý sau thành công nhanh chóng của Trò chơi con mực. Bộ phim tiếp theo của Hwang, Killing Old People Club, được công bố vào năm 2022.

## Tác phẩm
| Năm      | Tựa đề                  | Đạo diễn | Nhà sản xuất | Biên kịch | Ghi chú                             |
| -------- | ----------------------- | -------- | ------------ | --------- | ----------------------------------- |
| 2000     | Our Sad Life            | Có       | Không        | Có        | Short film                          |
| 2000     | A Puff of Smoke         | Có       | Không        | Có        | Short film                          |
| 2000     | Heaven & Hell           | Có       | Không        | Không     | Short film                          |
| 2000     | Desperation             | Có       | Có           | Có        | Short film                          |
| 2000     | I Love Ultra Lotto      | Không    | Không        | Không     | Short film, cinematographer, editor |
| 2004     | Big Time                | Không    | Không        | Không     | Short film, production assistant    |
| 2004     | Miracle Mile            | Có       | Không        | Có        | Short film, editor                  |
| 2005     | Truck Stop Diner        | Không    | Không        | Không     | Short film, actor, grip             |
| 2007     | My Father               | Có       | Không        | Có        | Adapted screenplay                  |
| 2011     | Sự im lặng              | Có       | Không        | Có        |                                     |
| 2014     | Ngoại già tuổi đôi mươi | Có       | Không        | Không     |                                     |
| 2017     | Nam Hán Sơn Thành       | Có       | Không        | Có        |                                     |
| 2020     | Collectors              | Không    | Có           | Không     | Adapted screenplay                  |
| 2021–nay | Trò chơi con mực        | Có       | Không        | Có        | Netflix original series, creator    |
| TBA      | Killing Old People Club | Có       | Không        | Có        |                                     |